# Миљоказ у Белој Паланци
Миљоказ у Белој Паланци је добро очуван читач километара који датира са почетка трећег века нове ере. Пронађен је на траси Коридора 10, а постављен је у центру града. Првобитно је, према запису на њему, био постављен 230. године на главном војном римском путу Виа Милитарис у време цара Александра Севера, последњег цара из династије Север која је 42 године владала Римом.

## Via Militaris
Пространу територију белопаланачке котлине у периоду Римљана, која је захватала централне области провинције Горње Мезије, пресецали су важни путеви који су од Наиса, као средшње тачке нишке котлине полазили на исток (Naissus—Serdica). Магистрала је од Ниша обилазила Сићевачку клисуру, потом ишла кроз раван котлине у долину Куновице, па преко платоа Плоче преко развођа Куновице до Црвене Реке где је улазила у Белопаланачку котлину, до античке Ремизијане (Беле Паланке). Од Ремизијане друм се пружао југоисточним ободом котлине.

## Опис миљоказа
Миљоказ је мамени стуб висине 2,4m и добро је очуван. Миљоказ је иначе најређе археолошко откриће, јер их је било релативно мало и постављани су обично на  раскрсницама или на местима где су путници замењивали уморне коње. Миљоказ показује удаљеност од Ниша 22 миље, односно 35km, што се поклапа са садашњом удаљеношћу Беле Паланке од Ниша. Миљоказ је значајан и по томе што, осим што показује удаљеност места на коме је постављен од античког Ниша, односно Наисуса, садржи натпис који показује да је то и нека врста почасног стуба.